# Neptunium
Neptunium är ett radioaktivt grundämne som tillhör aktiniderna. Neptunium var den första syntetiskt framställda transuranen. Den är uppkallad efter planeten Neptunus. Den ser ut som en silvrig metall. Dess oxidationstal ligger mellan +3 och +7. Neptunium är farligt emedan det är radioaktivt (alla isotoper), giftigt, självantändande och kan ansamlas i benmassan.

Neptunium var det första grundämnet i aktinidserien som upptäcktes. Grundämnet upptäcktes av ett flertal forskare under åren 1935–1940, men det var 1940 vid universitet i Berkeley, Kalifornien, genom att  amerikanerna McMillan och Abelson bombarderade uran med neutroner som man lyckades visa att ämnet faktiskt gick att tillverka. Neptuniumjoner kan anta olika färger i lösning: Blek purpur, gulgrön, blågrön eller blek skär färg beroende på jonernas olika oxidationstal.
| Neptunium allotroper   | α                             | β (mätt vid 313 °C) | γ (mätt vid 600 °C) |
| ---------------------- | ----------------------------- | ------------------- | ------------------- |
| Transitions temperatur | (α→β) 282 °C                  | (β→γ) 583 °C        | (γ→liquid) 639 °C   |
| Symmetri               | Ortorombisk kristall          | Tetragonal kristall | Kubisk kristall     |
| Densitet (g/cm3)       | 20,45                         | 19,36               | 18,0                |
| Rymdgrupp              | Pnma                          | P42                 | Im3m                |
| Gitterkonstant (pm)    | a = 666,3 b = 472,3 c = 488,7 | a = 489,7 c = 338,8 | a = 351,8           |

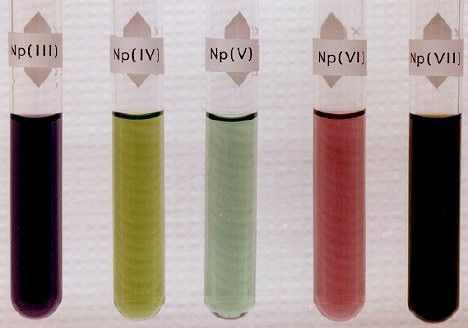
Lösningar.

Neptunium är den tyngsta aktinoiden och det femte tyngsta av grundämnena. En supraledare kan skapas med formeln NpPd5Al2.
Neptunium används främst i kärnreaktorer. 

## Isotoper
Det finns minst 20 isotoper där 237Np med en halveringstid om 2,14 miljoner år, 236Np med en halveringstid på 154 000 år, och 235Np med halveringstid på 396,1 dagar är mest långlivade. Övriga isotoper har alla halveringstider på under 4½ dag, majoriteten under en timme. Vissa av isotoperna finns naturligt där de bildats genom sönderfall av uran.